# Kastron
Kastron (la. castrum) er betegnelsen for en byzantinsk "fæstningsby" som i løbet af 600-tallet ofte trådte i stedet for ældre bymæssige centre.